# Just Friends
Just Friends er en romantisk komedie-julefilm instrueret af Roger Kumble. I hovedrollerne medvirker Ryan Reynolds, Amy Smart, Anna Faris, Chris Klein og Chris Marquette og beskæftiger sig med venne-zone-forhold.
Filmen blev optaget i Los Angeles og dele af Saskatchewan.
Anna Faris & Chris Marquette blev nomineret til en MTV Movie Award for Bedste Kys.

## Medvirkende
- Ryan Reynolds – Chris Brander
- Amy Smart – Jamie Palamino
- Anna Faris – Samantha James
- Chris Klein – Dusty Dinkleman
- Chris Marquette – Mike Brander
- Fred Ewanuick – Clark
- Amy Matysio – Darla
- Julie Hagerty – Carol Brander
- Wendy Anderson – Palamino
- Barry Flatman – Palamino
- Devyn Burant – Brett
- Jaden Ryan – Joey
- Annie Brebner – Sarah

## Musik
Et soundtrack blev udgivet den 22. november, 2005 af New Line Records.
Sporliste
1. Ben Lee – "Catch My Disease"
2. Fountains of Wayne – "Hackensack"
3. Rogue Wave – "Eyes"
4. Samantha James – "Forgiveness"
5. Brendan Benson – "Cold Hands (Warm Heart)"
6. Robbers on High Street – "Big Winter"
7. The Sights – "Waiting on a Friend"
8. Reed Foehl – "When It Comes Around"
9. The Lemonheads – "Into Your Arms"
10. 'Just Friends' Holiday Players – "Christmas, Christmas"
11. "Dusty 'Lee' Dinkleman" – "Jamie Smiles"
12. Samantha James – "Love from Afar"
13. Jeff Cardoni – "Just Friends Score Medley"
14. All-4-One – "I Swear"
15. Carly Simon – "Coming Around Again"

### Originale sange, der optrædes med i filmen
1. "Forgiveness", optrådt adskillige gange af Anna Faris.
2. "When Jamie Smiles", optrådt adskillige gange af Chris Klein
3. "Love from Afar", optrådt af Anna Faris
4. "Just a Guy", optrådt af Anna Faris (kun i den Alternative Slutning)

De fleste sange i filmen blev skrevet af Adam Schiff, udover "When Jamie Smiles", der blev skrevet af H. Scott Salinas.